# Alin Stoica
Alin Tudor Adi Stoica (Bucarest, Rumania, 10 de diciembre de 1979) es un futbolista rumano, que se desempeña como mediocampista y que actualmente está sin club, pero estuvo mucho tiempo en el Anderlecht y fue seleccionado rumano por un periodo de 6 años.

## Clubes
| Club                  | País    | Año         |
| --------------------- | ------- | ----------- |
| Steaua Bucarest       | Rumania | 1995 - 1996 |
| Anderlecht            | Bélgica | 1996 - 2002 |
| Club Brujas           | Bélgica | 2002 - 2004 |
| Siena                 | Italia  | 2005        |
| Progresul de Bucarest | Rumania | 2005        |
| Politehnica Timișoara | Rumania | 2006        |
| KAA Gent              | Bélgica | 2006 - 2008 |
| Excelsior Mouscron    | Bélgica | 2008        |
| FC Brașov             | Rumania | 2009        |
| FK Vojvodina          | Serbia  | 2009        |

## Selección nacional
Ha sido internacional con la Selección de fútbol de Rumania, ha jugado 13 partidos internacionales y no ha anotado.